# Finales de la NBA de 2006
Las Finales de la NBA de 2006 fueron las series definitivas de los playoffs del 2006 y suponían la conclusión de la temporada 2005-06 de la NBA. Miami Heat ganaría el campeonato en 6 partidos a Dallas Mavericks, ganando el partido final en el American Airlines Center en Dallas, y siendo el tercer equipo en ganar un campeonato después de ir perdiendo 0-2 en la serie. Esta fue la primera aparición de Dallas y de Miami en las Finales. El escolta de los Heat, Dwyane Wade, fue nombrado MVP de las Finales. Es considerada una de las Finales más polémicas debido al hecho de que Wade tiró más tiros libres que todo el equipo de Dallas Mavericks junto en los dos últimos partidos de la serie.

## Formato
Las finales se jugaron usando un formato 2-3-2, en el que los dos primeros y los dos últimos partidos se disputaron en el pabellón del equipo con ventaja de campo. La NBA, después de experimentar en los años anteriores restauró este formato original para las finales en 1985. Hasta el momento, las otras series de playoffs se habían jugado a un formato 2-2-1-1-1.
Las series al mejor de siete comenzaron el 8 de junio de 2006, con el campeón de la Conferencia Este, Heat (segundo equipo en el Este) ante el campeón de la Conferencia Oeste, Mavericks que ocupaba la cuarta posición en el Oeste. Debido a que Dallas Mavericks poseía un mejor balance de victorias-derrotas, ellos jugarían con ventaja de campo.
Las series eran un tanto inusuales ya que en ellas se encontraban dos equipos que no habían estado en este lugar nunca. La última vez que esto pasó fue 35 temporadas antes, cuando los Milwaukee Bucks liderados por Kareem Abdul-Jabbar vencieron a Baltimore Bullets por 4–0 en las Finales de la NBA de 1971.

## Clasificación
- Los Miami Heat vencieron en las Finales de la Conferencia Este a Detroit Pistons, 4 a 2.
- Los Dallas Mavericks vencieron en las finales de la Conferencia Oeste a Phoenix Suns , 4 a 2.

## Resumen de los encuentros disputados

### Partido 1
Jason Terry anotó para Dallas 32 puntos y a pesar de que Miami comenzó ganando en el primer cuarto, un segundo y último cuarto nefastos, hicieron que Dallas ganase su primer partido en casa.
| 8 de junio                     | Miami Heat                                                | 80–90                                 | Dallas Mavericks                                                | |  |  |
| 9:00pm ET                      | Parciales: 31-23, 13-23, 24-24, 12-20                     | Parciales: 31-23, 13-23, 24-24, 12-20 | Parciales: 31-23, 13-23, 24-24, 12-20                           | |  |  |
|                                | Estadísticas Dwyane Wade 28 Udonis Haslem 8 Dwyane Wade 6 | 1 Pts Reb Asts                        | Estadísticas Jason Terry 32 Josh Howard 12 Nowitzki 4, Howard 4 | Pabellón: American Airlines Center, Dallas Asistencia: 20,475 espectadores Árbitros: - Joe Crawford - Joe DeRosa - Bennett Salvatore Televisión: ABC |  |  |
| Dallas lideraba la serie, 1-0. |                                                           |                                       |                                                                 | |  |  |
|                                |                                                           |                                       |                                                                 | |  |  |

### Partido 2
Dirk Nowitzki tuvo una estelar actuación con 26 puntos y 16 rebotes, de esta forma los Mavericks ganarían el partido, pero sería la última vez que lo harían estas series.
| 11 de junio                    | Miami Heat                                                        | 85–99                                 | Dallas Mavericks                                             | |  |  |
| 9:00pm ET                      | Parciales: 17-18, 17-32, 24-32, 27-17                             | Parciales: 17-18, 17-32, 24-32, 27-17 | Parciales: 17-18, 17-32, 24-32, 27-17                        | |  |  |
|                                | Estadísticas Dwyane Wade 23 Dwyane Wade 8 Payton, Williams 4 each | 2 Pts Reb Asts                        | Estadísticas Dirk Nowitzki 26 Dirk Nowitzki 16 Jason Terry 9 | Pabellón: American Airlines Center, Dallas Asistencia: 20,459 espectadores Árbitros: - Bob Delaney - Steve Javie - Eddie F. Rush Televisión: ABC |  |  |
| Dallas lideraba la serie, 2-0. |                                                                   |                                       |                                                              | |  |  |
|                                |                                                                   |                                       |                                                              | |  |  |

### Partido 3
Encabezados por Dwyane Wade y sus 42 puntos más 13 rebotes, los Heat consiguieron un parcial de 13 a falta de 6 minutos de acabar el encuentro. La tensión desapareció temporalmente cuando Gary Payton convirtió un triple a falta de 9.3 segundos. Dirk Nowitzki tuvo la oportunidad de empatar el partido desde la línea de tiros libres a 3.4 segundos del final, pero falló uno de los dos tiros, dejando la victoria en Miami.
| 13 de junio                    | Dallas Mavericks                                            | 96–98                                 | Miami Heat                                                    | |  |  |
| 9:00pm ET                      | Parciales: 21-29, 22-23, 34-16, 19-30                       | Parciales: 21-29, 22-23, 34-16, 19-30 | Parciales: 21-29, 22-23, 34-16, 19-30                         | |  |  |
|                                | Estadísticas Dirk Nowitzki 30 Erick Dampier 9 Jason Terry 5 | 3 Pts Reb Asts                        | Estadísticas Dwyane Wade 42 Dwyane Wade 13 Shaquille O'Neal 5 | Pabellón: American Airlines Arena, Miami Asistencia: 20,145 espectadores Árbitros: - Dan Crawford - Ken Mauer - Jack Nies Televisión: ABC |  |  |
| Dallas lideraba la serie, 2-1. |                                                             |                                       |                                                               | |  |  |
|                                |                                                             |                                       |                                                               | |  |  |

### Partido 4
Dwyane Wade consiguió anotar 36 puntos, y Miami dejó a Dallas en unos míseros 7 puntos en el último cuarto para conseguir empatar la serie. Este último cuarto realizado por los Mavericks ha sido hasta ahora el cuarto más bajo en cuanto a anotación en una Final NBA. Jerry Stackhouse cometió una falta flagrante sobre Shaquille O'Neal que le hizo perderse el 5º partido por suspensión. La directiva de los Mavericks consideró la suspensión de Stackhouse, que era un jugador clave, injusta. Shaq más tarde dijo públicamente que la falta de Stackhouse fue menos dura que un golpecito de sus hijas.
| 15 de junio                 | Dallas Mavericks                                               | 74–98                                | Miami Heat                                                       | |  |  |
| 9:00pm ET                   | Parciales: 25-30, 19-24, 23-24, 7-20                           | Parciales: 25-30, 19-24, 23-24, 7-20 | Parciales: 25-30, 19-24, 23-24, 7-20                             | |  |  |
|                             | Estadísticas Jason Terry 17 Dirk Nowitzki 9 Jerry Stackhouse 4 | 4 Pts Reb Asts                       | Estadísticas Dwyane Wade 36 Shaquille O'Neal 13 Jason Williams 6 | Pabellón: American Airlines Arena, Miami Asistencia: 20,145 espectadores Árbitros: - Dick Bavetta - Mike Callahan - Bernie Fryer Televisión: ABC |  |  |
| Miami empató la serie, 2-2. |                                                                |                                      |                                                                  | |  |  |
|                             |                                                                |                                      |                                                                  | |  |  |

### Partido 5
Realizando un gran papel para el MVP de las Finales, Dwyane Wade fue la estrella del partido de nuevo con 43 puntos tirando más tiros libres que todo Dallas junto, empujando a los Heat a su tercera victoria consecutiva después de ir perdiendo 2-0. Después de una jugada polémica en la que el propietario de los Mavericks pensó que Wade había cometido campo-atrás, Wade convirtió el tiro libre con el que ganó el partido a falta de 1.9 segundos, y también fue el artífice del tiro que llevó el partido a la prórroga. Estableció el récord de ser el jugador que más tiros libres había metido en un partido de una Final NBA con 21. La NBA, después de revisar la jugada, decidió que los árbitros habían hecho la elección correcta y que no hubo campo-atrás.
Después del partido, Dirk Nowitzki dio una patada al balón hacia la grada y el propietario de los Mavericks, Mark Cuban, realizó "varias acciones fuera de conducta". Debido a esto ambos fueron multados con 5.000$ y 250.000$ respectivamente.
| 18 de junio                   | Dallas Mavericks                                             | 100–101 (OT)                                      | Miami Heat                                                            | |  |  |
| 9:00pm ET                     | Parciales: 21-24, 30-19, 20-27, 22-23 (T.E.: 7-8)            | Parciales: 21-24, 30-19, 20-27, 22-23 (T.E.: 7-8) | Parciales: 21-24, 30-19, 20-27, 22-23 (T.E.: 7-8)                     | |  |  |
|                               | Estadísticas Jason Terry 35 Josh Howard 10 Marquis Daniels 4 | 5 Pts Reb Asts                                    | Estadísticas Dwyane Wade 43 Shaquille O'Neal 12 Wade, Williams 4 each | Pabellón: American Airlines Arena, Miami Asistencia: 20,145 espectadores Árbitros: - Joe Crawford - Joe DeRosa - Bennett Salvatore Televisión: ABC |  |  |
| Miami lideraba la serie, 3-2. |                                                              |                                                   |                                                                       | |  |  |
|                               |                                                              |                                                   |                                                                       | |  |  |

### Partido 6
Detrás de los 36 puntos de Dwyane Wade, Miami acabó con Dallas para ganar el primer campeonato de su historia. Jason Terry falló un tiro de tres puntos crítico que podría haber mandado el partido a la prórroga. Promediando 35.7 puntos por partido en las series, Wade fue nombrado MVP de las Finales.
| 20 de junio               | Miami Heat                                                       | 95–92                                 | Dallas Mavericks                                             | |  |  |
| 9:00pm ET                 | Parciales: 23-30, 26-18, 22-20, 24-24                            | Parciales: 23-30, 26-18, 22-20, 24-24 | Parciales: 23-30, 26-18, 22-20, 24-24                        | |  |  |
|                           | Estadísticas Dwyane Wade 36 Shaquille O'Neal 12 Jason Williams 7 | 6 Pts Reb Asts                        | Estadísticas Dirk Nowitzki 29 Dirk Nowitzki 12 Jason Terry 5 | Pabellón: American Airlines Center, Dallas Asistencia: 20,522 espectadores Árbitros: - Dan Crawford - Steve Javie - Eddie F. Rush Televisión: ABC |  |  |
| Miami ganó la serie, 4–2. |                                                                  |                                       |                                                              | |  |  |
|                           |                                                                  |                                       |                                                              | |  |  |